# Foolin’
Foolin’ – piosenka zespołu Def Leppard, wydana w 1983 roku jako singel promujący album Pyromania.

## Treść
W utworze podmiot liryczny zwraca się do dziewczyny, zastanawiając się nad tym, co jest prawdą, a co jego wymysłem. Na końcu piosenki przekonuje siebie o swoim zdrowym rozsądku.

## Teledysk
Do piosenki zrealizowano teledysk w reżyserii Davida Malleta. Sceny do klipu kręcono w Ritz Theatre w Elizabeth. W tym utrzymanym w mrocznym, gotyckim stylu teledysku Joe Elliott uczestniczy w jakimś rytuale. W klipie pojawiają się też ujęcia tajemniczej kobiety grającej na harfie; grała ją Perri Lister.

## Pozycje na listach przebojów
| Lista             | Pozycja | Źródło |
| ----------------- | ------- | ------ |
| Kanada            | 39      | [ 4 ]  |
| Stany Zjednoczone | 28      | [ 2 ]  |